# Roè Volciano
Roè Volciano (lombardul: Roè Olsà) település Olaszországban, Lombardia régióban, Brescia megyében. Lakosainak száma 4342 fő (2023. január 1.). Roè Volciano Gavardo, Salò, Vobarno és Villanuova sul Clisi községekkel határos.

## Népesség
A település lakossága az elmúlt években az alábbi módon változott:
| Lakosok száma | 4551 | 4568 | 4342 |
|               | 2017 | 2018 | 2023 |